# Hermann II. Hummel von Lichtenberg

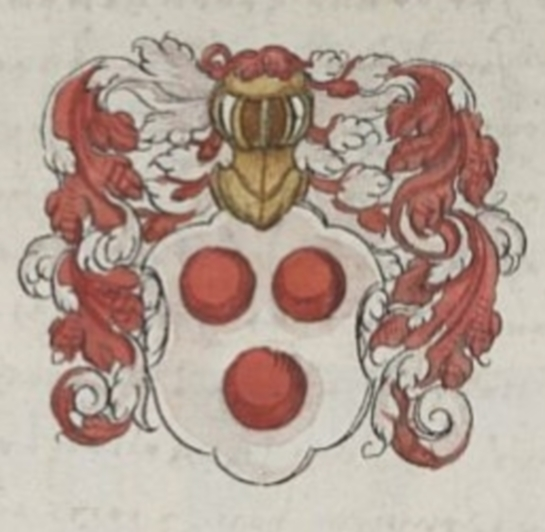
Wappen Hermann II. Hummel von Lichtenberg nach Lorenz Fries: Chronik der Bischöfe von Würzburg, 1574–1582

Hermann II. Hummel von Lichtenberg (auch Hermann von Lichtenberg; * unbekannt; † 11. Juli 1335 in Würzburg) war Kanzler von Kaiser Ludwig dem Bayern und von 1333 bis zu seinem Tode Bischof von Würzburg.

## Hermann II. im Familienkontext
Das Geschlecht der Hummel von Lichtenberg war ein schwäbisches Adelsgeschlecht mit Sitz auf Burg Lichtenberg bei Oberstenfeld im Landkreis Ludwigsburg. Hermann II., der oft verkürzt als „Hermann von Lichtenberg“ erwähnt wird, hatte einen Bruder Albrecht, der königlicher Marschall war. 1407 erlosch die Familie im Mannesstamm.

## Hermann II. als Bischof
Nach dem Tod des Wolfram Wolfskeel von Grumbach am 6. Juli 1333 fanden Neuwahlen für das Amt des Bischofs statt. Sie standen im Zeichen des Streits von  Kaiser Ludwig dem Bayern mit den Päpsten in Avignon. Als sich der Kaiser in Würzburg aufhielt, beeinflusste er die Wahl zugunsten Hermanns II. Dieser war Domscholaster von Speyer und kaiserlicher Kanzler. Eine Minderheit der Würzburger Domherren wählte offenbar den späteren Nachfolger Hermanns II. Otto II. von Wolfskeel. Da es sich bei der Wahl um keine Mehrheitsentscheidung handelte, beanspruchten beide Kandidaten das Bischofsamt. In der Literatur wird deshalb Hermann II. mitunter als Gegenbischof bezeichnet. Beide Parteien wandten sich an den Stiftspfleger von Mainz, Erzbischof Balduin von Trier; er sprach sich zugunsten Hermanns II. aus. Otto II. von Wolfskeel ergriff umso entschiedener die Partei des Papstes, er reiste nach Avignon zu Papst Johannes XXII. und wurde dort von ihm  ebenfalls am 2. Dezember 1333 im Amt bestätigt und am 21. Juli 1334 geweiht. Der Papst drohte Hermann II. mit dem Bann, sollte er sein Amt nicht niederlegen. Als Hermann II. am 11. Juli starb, eilte Otto II. von Metz herbei und machte seine Ansprüche geltend. Das Domkapitel, das zunächst den bischöflichen Stuhl durch vier Administratoren verwalten ließ, nahm letztlich Otto II. als Nachfolger an und auch der Kaiser akzeptierte. Hermann II. wurde im Würzburger Dom bestattet; sein Grabmal ist nicht mehr vorhanden.
Graf Berthold VII. von Henneberg-Schleusingen nutzte das mit dem Streit verbundene Machtvakuum zum Erwerb der Auersburg; sie wurde aber bereits 1342 von Otto II. zurückgekauft. Er verpfändete ihm auch die Burg Mainberg.